# Jaya Simhavarman II
Jaya Simhavarman II (?-1044) ou Sạ Đẩu, est le roi du Royaume de Champā de la VIIe dynastie Cham. Il règne de 1040 à 1044

## Contexte
Jaya Simhavarman II est le fils et successeur de Vikrantavarman IV et le dernier souverain de la dynastie qui gouverna depuis Indrapura. En 1041 il envoie à la cour de l’Empereur de Chine sa demande d’investiture. En 1043 ses navires pillent la population annamite du littoral. Le Dai Viet décide de mener une opération de représailles de grande envergure le 12 janvier 1044 l’empereur Lý Thái Tông lui-même en prend la tête après avoir confié la régence à un fonctionnaire de haut rang. La défaite des Chams est totale 30.000 hommes et 30 éléphants de combat sont tués 5.000 prisonniers sont capturés le roi est décapité lors d'un combat. Lý Thái Tông entre à Vijaya qu'il pille et où il capture les épouses et concubines du défunt souverain. L'une d'entre elles, la  reine Mỵ Ê préfère se jeter dans le fleuve de la jonque impériale sur le chemin du retour plutôt que de se soumettre au vainqueur  Ce dernier touché par sa fidélité lui accorde à titre posthume le nom de « Femme très chaste et très douce » et lui fait élever un temple,

## Source
- Georges Maspero Le Royaume De Champa. T'oung Pao, Second Series, Vol. 12, No. 2 (1911) Chapitre VI (Suite) Dynastie VIII 989-1044 p. 236 et svt. JSTOR, www.jstor.org/stable/4526131. Consulté le 26 décembre 2020.